# Selections from Road to Rio
Selections from Road to Rio – album studyjny Binga Crosby’ego i The Andrews Sisters wydany w 1948 roku, prezentujący utwory wykonane w filmie komediowym Droga do Rio (ang. Road to Rio) z 1947 roku.

## Lista utworów
Wszystkie piosenki zostały napisane przez Jimmy'ego Van Heusena (muzyka) i Johnny'ego Burke'a (teksty).
Utwory znalazły się na 2-płytowym, 78-obrotowym zestawie, Decca Album No. A-629.
płyta 1
(25 listopada 1947)
| 1. | „You Don't Have to Know the Language” (Bing Crosby i The Andrews Sisters) | 2:55  |
|    |                                                                           |       |
| 2. | „Apalachicola, Fla” (Bing Crosby i The Andrews Sisters)                   | 2:53  |
|    |                                                                           |       |
|    |                                                                           | 05:48 |
|    |                                                                           |       |
płyta 2
(13 listopada 1947)
| 1. | „But Beautiful” (Bing Crosby) | 2:38  |
|    |                               |       |
| 2. | „Experience” (Bing Crosby)    | 2:38  |
|    |                               |       |
|    |                               | 05:16 |
|    |                               |       |